# Спорное (Курганская область)
Спорное — село в Варгашинском районе Курганской области. Входит в состав Южного сельсовета.

## История
Образовано в 1-й половине 1960-х годов путем объединения деревень Верхне-Спорное, Нижне-Спорное и Средне-Спорное. До 1917 года деревни входили в состав Саламатовской волости Курганского уезда Тобольской губернии. По данным на 1926 год состояли соответственно из 53, 72 и 233 хозяйств. В административном отношении входили в состав Спорновского сельсовета (центр в деревне Средне-Спорное) Варгашинского района Курганского округа Уральской области.

## Население
| 1912 | 1926  | 1989 | 2002 | 2010 | 2012 | 2013 |
| ---- | ----- | ---- | ---- | ---- | ---- | ---- |
| 1951 | ↘1728 | ↘470 | ↘464 | ↘336 | ↘327 | ↘315 |
| 2014 | 2015  | 2016 | 2017 | 2018 | 2019 |      |
| ↘304 | ↗309  | ↘294 | ↘289 | ↗293 | ↘280 |      |

По данным переписи 1926 года в деревнях проживало соответственно 231, 352 и 1145 человек, в том числе: русские составляли 99 % населения.